# JetranAir
JetranAir was een Roemeense charterluchtvaartmaatschappij met thuisbasis in Boekarest.

## Geschiedenis
JetranAir werd opgericht in 1994 als Acvila Air Romanian Charter. Na een reorganisatie in 2006 is de naam gewijzigd in JetranAir.

## Vloot
De vloot van JetranAir bestaat uit (april 2007):
- 5 McDonnell Douglas MD-80